# زوبين (صاروخ موجه)
زوبين (أي رأس السهم) هو صاروخ جو-أرض إيراني الصنع والتصميم موجه بصرياً إلى الهدف والقادر على حمل رأس حربي بزنة 360 كيلوغرام.

## خصائص الصاروخ
يعمل صاروخ زوبين الموجه بالوقود الصلب. ومن خصائص هذا الصاروخ القدرة على الموأمة بين منظومة التوجيه البصري لصاروخ مافريك وقنبلة تزن 2000 باوند. ويصل مداه إلى 20 كيلومتر.
صمم صاروخ زوبين إيراني الصنع، لإستخدامات القوات الجوية على نحو يوفر الفرصة للإصابة الدقيقة والمباشرة للأهداف المرئية أياً كان مكانها على الأرض فهذا الصاروخ (جو - أرض) مزدوج الاستخدام، إذ يمكن استخدامه في إصابة الأهداف بعيدة المدى وقصيرة المدى.
في سنة 2007م، استعرض صاروخ زوبين بمناسبة عيد الجيش الإيراني.

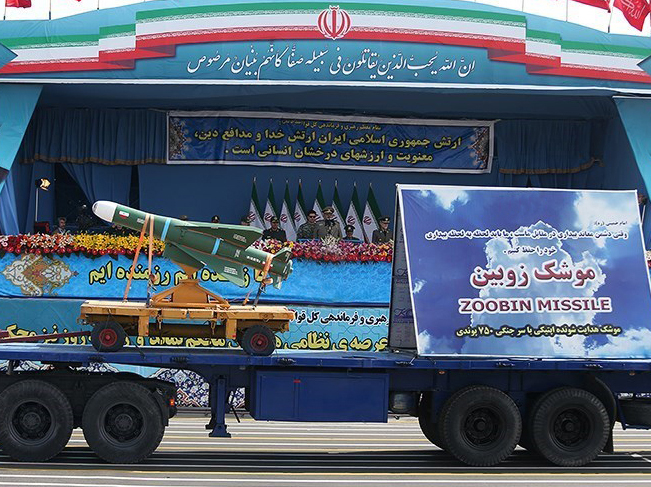
صاروخ زوبين